# ラムダ縫合
ラムダ縫合（ラムダほうごう）は、左右の頭頂骨および後頭骨の間にある縫合。その形状から人字縫合ともいわれる。

## 画像

アニメーション。赤で示されているラムダ縫合
頭頂骨（上）と後頭骨（下）。
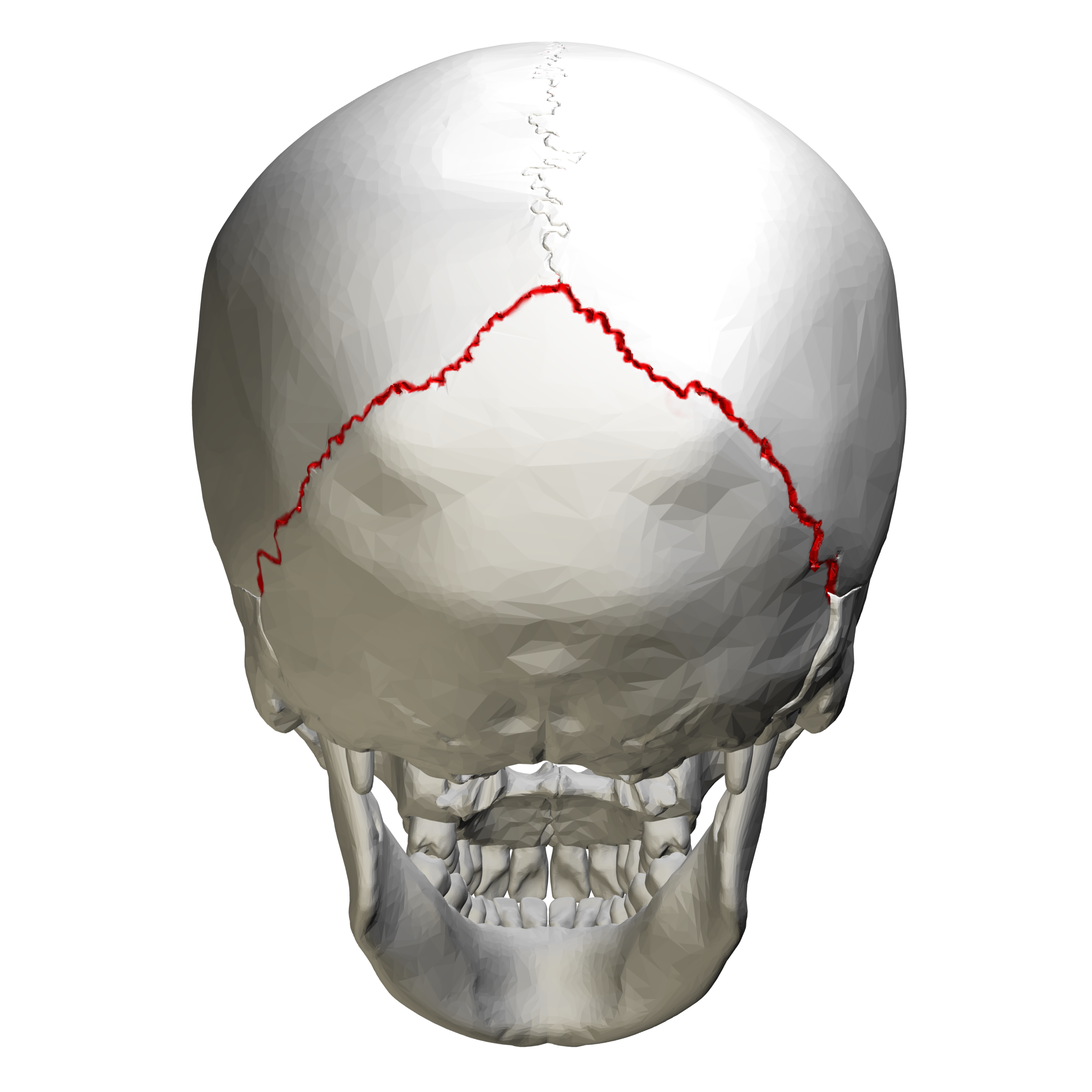
後ろから見た頭蓋骨。表示Λラムダ縫合糸の様な形状
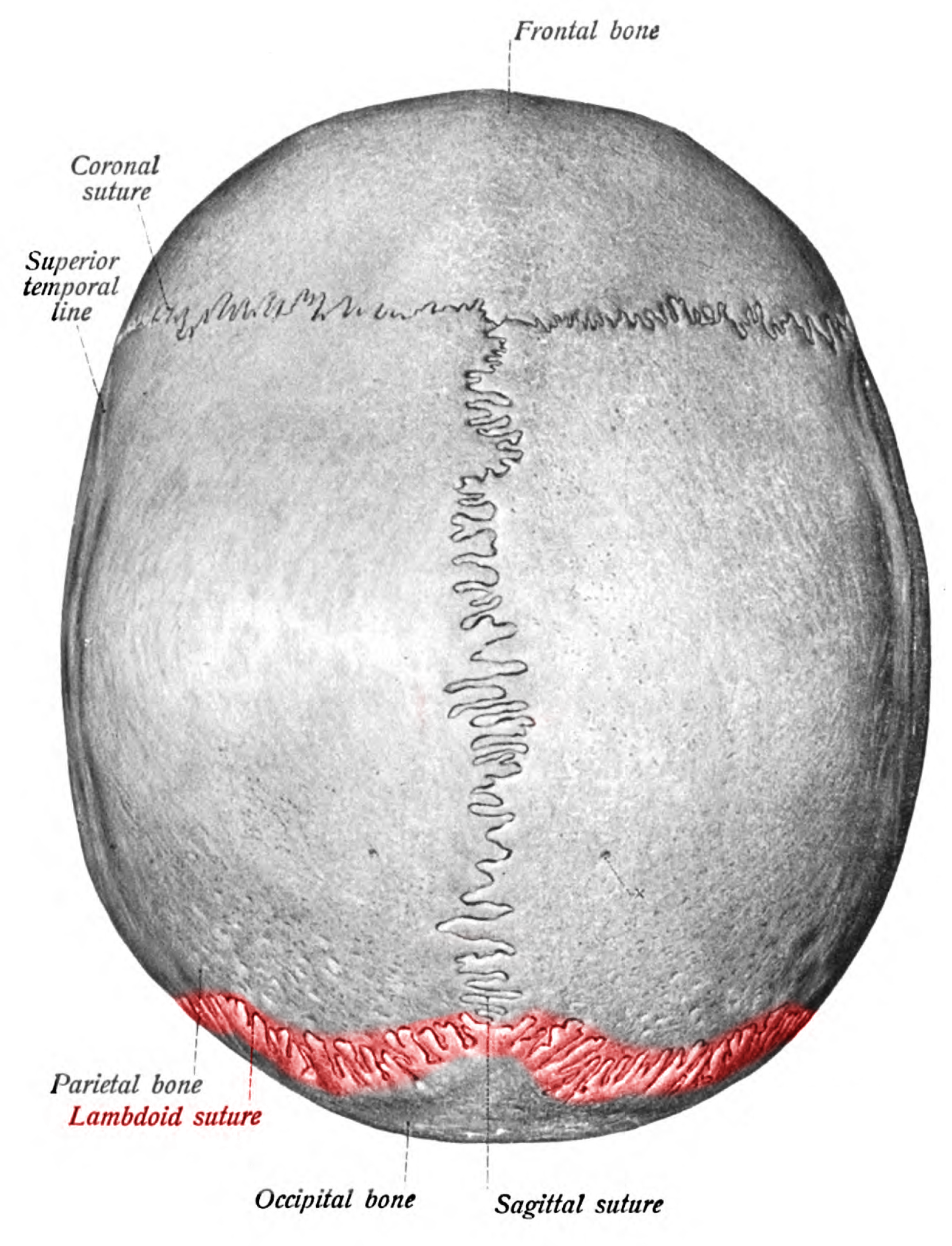
上から見たラムダ縫合
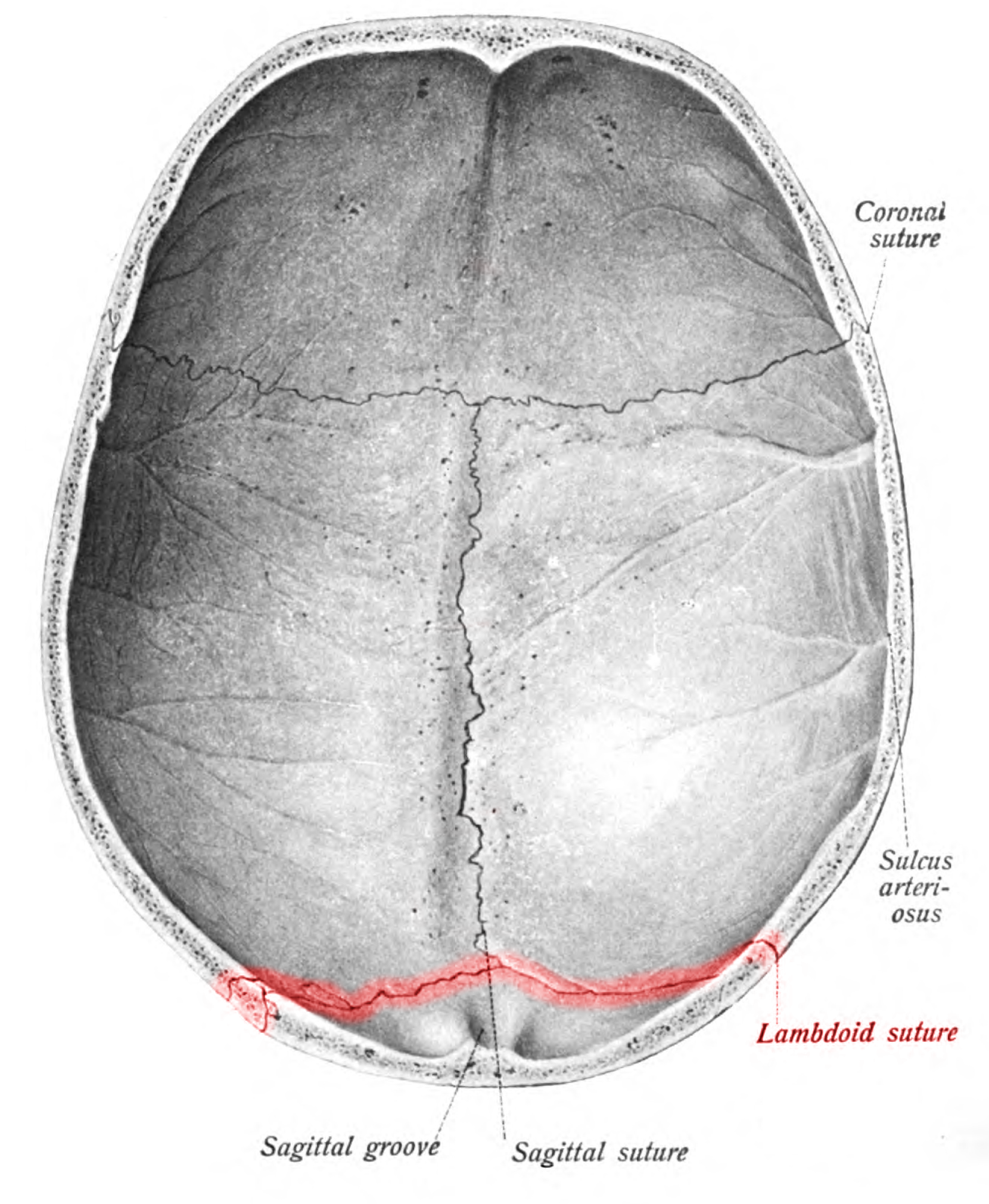
内側から見たラムダ縫合
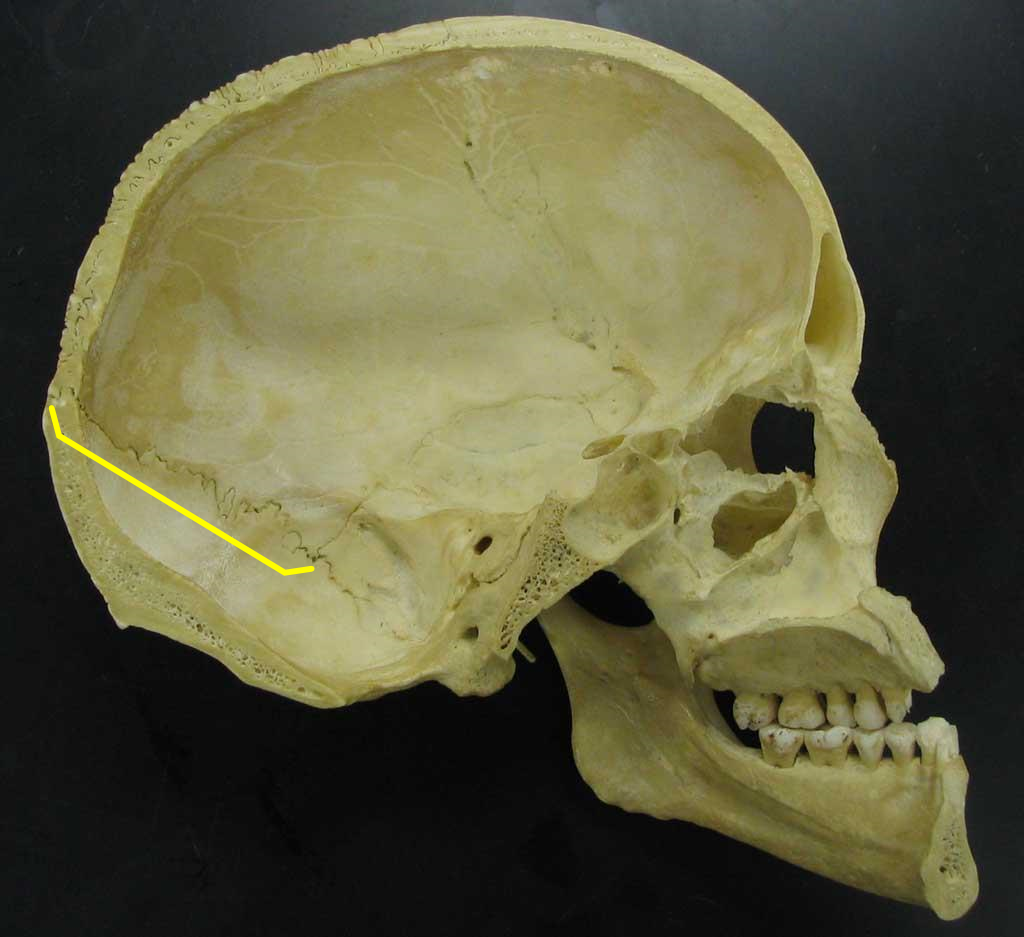
ラムダ縫合、内側のビュー。黄色い線で示されている
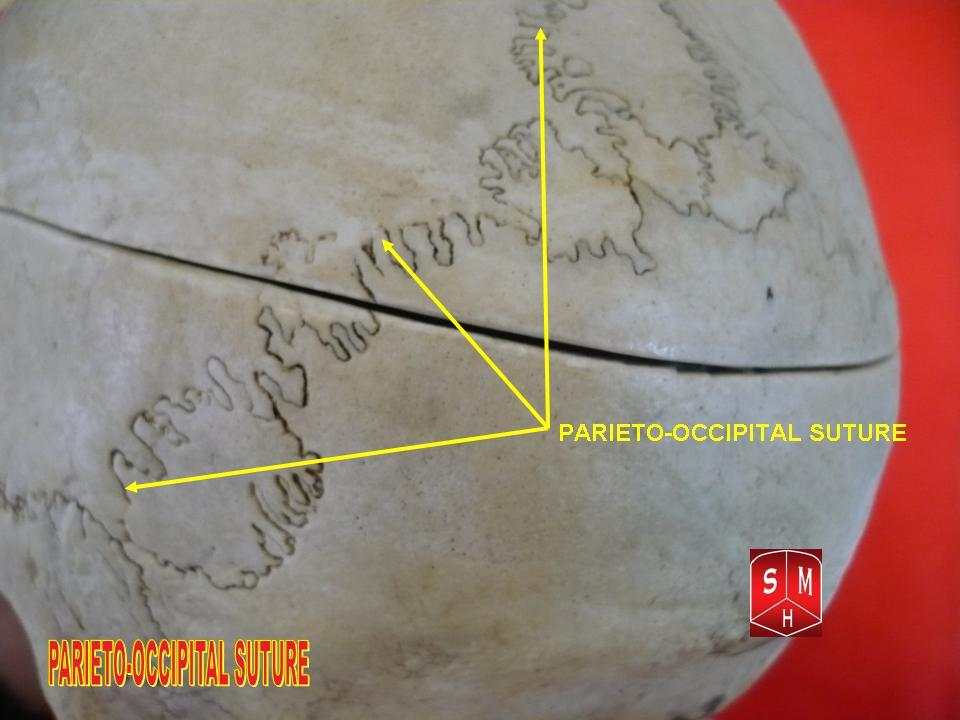
後ろから見たWormian_bonesが付いたラムダ縫合